# Хумбан-Кітін
Хумбан-Кітін (кін. VII ст. до н. е.) — цар Еламу в 2-й пол. VII ст. до н. е.

## Життєпис
Походив з династії Хумбан-тахрідів. Син царя Шутур-Наххунте III. Спадкував після смерті батько у 643 або 640 році до н. е. Відомий за своєю печаткою. В цей час Елам було значно сплюндровано ассирійцями, які ймовірно перетворили його західну частину на свою провінцію. Панував з Хідалу (південніше Суз).
разом з тим вів боротьбу з персами на чолі із Аріарамном та Хумбан-тахрахом II, який також оголосив себе царем. Втім напевне остаточно втратив центральний Елам на користь персів. Зрештою здолав останнього, але десь наприкінці 620-х років до н.е. був повалений сином того Халлутуш-Іншушинаком III.